# Райтстаун (Нью-Джерсі)
Райтстаун (англ. Wrightstown) — місто (англ. borough) в США, в окрузі Берлінгтон штату Нью-Джерсі. Населення — 720 осіб (2020).

## Географія
Райтстаун розташований за координатами 40°2′3″ пн. ш. 74°37′21″ зх. д. / 40.03417° пн. ш. 74.62250° зх. д. (40.034128, -74.622596).  За даними Бюро перепису населення США в 2010 році місто мало площу 4,58 км², уся площа — суходіл.

## Демографія
Згідно з переписом 2010 року, у селищі мешкали 802 особи в 309 домогосподарствах у складі 189 родин. Було 348 помешкань
Расовий склад населення:
| - 47,4 % — білих - 21,1 % — чорних або афроамериканців - 6,0 % — азіатів - 0,7 % — корінних американців - 0,4 % — вихідців з тихоокеанських островів - 18,7 % — осіб інших рас |

До двох чи більше рас належало 5,7 %. Частка іспаномовних становила 28,1 % від усіх жителів.
За віковим діапазоном населення розподілялося таким чином: 26,9 % — особи молодші 18 років, 65,2 % — особи у віці 18—64 років, 7,9 % — особи у віці 65 років та старші. Медіана віку мешканця становила 29,9 року. На 100 осіб жіночої статі у селищі припадало 109,9 чоловіків;  на 100 жінок у віці від 18 років та старших — 110,8 чоловіків також старших 18 років.
Середній дохід на одне домашнє господарство  становив 54 996 доларів США (медіана — 46 625), а середній дохід на одну сім'ю — 58 293 долари (медіана — 44 250). Медіана доходів становила 32 431 долар для чоловіків та 36 974 долари для жінок. За межею бідності перебувало 21,4 % осіб, у тому числі 47,9 % дітей у віці до 18 років та 8,9 % осіб у віці 65 років та старших.
Цивільне працевлаштоване населення становило 398 осіб. Основні галузі зайнятості: мистецтво, розваги та відпочинок — 29,6 %, освіта, охорона здоров'я та соціальна допомога — 18,8 %, публічна адміністрація — 12,8 %, сільське господарство, лісництво, риболовля — 8,3 %.